# 고령 매림재 소장 판목
고령 매림재 소장 판목(高靈 梅林齋 所藏 板木)은 경상북도 고령군 쌍림면 송림리, 매림서원에 있는 조선시대의 책판이다. 2007년 7월 30일 경상북도의 문화재자료 제524호로 지정되었다.

## 개요
문화재로 지정 신청한 것은 매림서원과 관련이 있는 책판(冊板) 125점, 현판(懸板) 4점, 능화판(菱花板) 1점이다. 매림서원은 1707년(숙종 33)에 지방유림의 공의로 곽수강(郭壽岡)과 오선기(吳善基)의 학문과 덕행을 추모하기 위해 창건하였으나 흥선대원군의 서원철폐령으로 1868년(고종 5)에 훼철되었다. 책판은 예곡선생문집(禮谷先生文集), 매헌선생문집(梅軒先生文集), 한계선생문집(寒溪先生文集)의 판목으로 순조 년간(1801～1834)에 판각된 것으로 추정된다. 그리고 능화판은 위 3종의 서적을 판각해서 제책할 당시의 것으로 추정된다. 책판과 함께 능화판이 전래되는 경우는 많지 않으므로 이를 일괄(一括)(126점)하여 문화재자료(文化財資料)로 지정한다. 문화재명칭은 "高靈 梅林齋 所藏 板木"으로 한다. 다만, 현판은 제작시기나 작품성이 떨어지므로 지정대상에서 제외한다.

## 같이 보기
- 매림서원 - 고령군 향토문화유산 제5호

## 참고 자료
- 고령 매림재소장판목 - 국가유산청 국가유산포털